# Tilen Mlakar
Tilen Mlakar (Postumia, 26 aprile 1995) è un calciatore sloveno, centrocampista del Drava Ptuj.

## Carriera
Ha giocato nella massima serie dei campionati sloveno e slovacco.